# 葵德川三代
《葵 德川三代》是NHK在2000年製作播放的第39部大河劇，播放期間是2000年1月9日 - 12月17日，全49話。
本劇是以豐臣秀吉薨去隔日、關原之戰做為本劇開端，直至德川家第四代將軍誕生後作完結，是少數戰國史戲劇沒有秀吉參與的戲劇。以德川家康、德川秀忠、德川家光祖孫三代為主角，描述在德川幕府成立過程中，豐臣家如何滅亡，以及之後德川家與朝廷之間的關係。前半部可以說是與日本戰國相關的天下爭霸戲碼，而後半部則是以家庭親情、檯面下政治角力為主的戲劇。

## 特色

### 翻案之史觀
劇中中村梅雀飾演的德川光圀（水戶黃門），以追求「真實歷史」的史書編纂者身份，擔任全劇解說者（狂言回し），仿照1995年同為詹姆斯三木作品的八代將軍吉宗，使用打破「第四面牆」講解，並帶入穿越戲碼；神出鬼沒、穿梭時空，甚至以現代用語（如「逆轉全壘打」、「阪神/巨人」、「心理醫師」、「聯合國多國籍軍隊」、「Top 10排行榜」、「八卦週刊皇室醜聞」、「國防部長」、「淋巴癌」等），幽默風趣解說其父祖時代的背景與故事，並將昔日御用史家替德川幕府刻意掩飾、美化、捏造之諸多史實，逐一撥開煙霧，還原當時實際面貌，也不時翻案替落敗者講真話，可謂本劇一大賣點。熟悉日本戰國史的觀眾觀看此劇，會有正史形象大翻案（尤其是德川家康），卻又十分合理的淋漓痛快感，因此在播出時有相當高之收視率，是一部考據嚴謹，尊重史實演出卻又獨具觀點之出色歷史劇。
劇中由演技派巨匠津川雅彥所飾演的德川家康，一反江戶時代官方史觀的「神君」完美形象，被描寫成一位充滿權力慾、老謀深算、冷酷而善權謀，對親人部屬卻又不失慈愛的「教父」型人物。劇中也將德川家康毫不留情剷除異己、陽奉陰違地擴張勢力、欺壓豐臣家孤兒寡婦甚至朝廷天皇，一步步奪權掌握天下的過程，細膩而忠實地描寫，毫不隱諱，精彩而深刻。而歷史上因關原之戰失敗，因而被描寫成「奸臣」「逆賊」的西軍領導者石田三成，也在劇中呈現其對豐臣家忠心耿耿、竭心盡力之形象。全劇張力十足，歷史感厚重，演員實力精湛無比，作為2000年壓軸之NHK大河劇，在日本收視率甚至打敗許多當時的偶像劇。
為1994年「炎立」以來，複數主角性的大河劇。

### 戰爭場面
全劇採1080HD高畫質拍攝，為NHK第一部高畫質大河劇，同時也使用了許多CG效果，來重現如今已不存在的當時一些場景。由於預算充裕，因此劇中的關原之戰、大坂攻防戰的戰爭場面氣勢相當浩大。戰國各武將的甲冑造型細節考據，也十分用心，因此日後許多以戰國時代為背景的NHK大河劇，也都繼續採用同一批盔甲。第1集全集皆在演出關原之戰當天的情形（為了紀念關原之戰400週年），而在第2集到13集，才把時間回溯回去，倒敘在關原之戰發生前的來龍去脈與緣由。因此第1集實際內容，與11～13集許多地方相重疊。

### 實力派資深演員
本劇採用的主角演員也絕大部份是實力派資深演員，以精湛無懈可擊的演技相互激盪，精采絕倫，將戲劇張力醞釀至最高點。但因許多核心演員的年紀實在太大（如津川雅彥、小川真由美、西田敏行、岩下志麻、江守徹當時都已五、六十歲），尤其讓老演員來擔綱演出二、三十來歲的年輕角色，儘管演技出色，卻極不協調，造成不少觀眾對此詬病。這也是之後NHK大河劇開始大膽採用年輕演員來飾演主角的契機。
本劇也啟用不少新生代演員，比如山田孝之、小栗旬、神木隆之介、尾崎千瑛、前田亚季、黒川芽以、松本まりか、福田麻由子等。
演出家康的演員津川雅彥也表現了家康特殊的癖好：「咬指甲」，並且在演出時經常將指甲吐到旁邊侍從的手紙裡，當時也有觀眾抗議「吃飯時看到感覺很噁心」。不過津川也回應：「看電視時最好不要吃飯。」後來NHK就把吐出來的聲音給消音了。

### 葵．紀行
2000年開啟往後大河劇片尾一分鐘歷史紀行的橋段，在本劇稱為《葵．紀行》，也是以高畫質拍攝，走訪劇中的各歷史舞台，在悠揚的音樂中，帶觀眾瀏覽當集內容中歷史舞台的現今風貌，撫今追昔，別有風味。

## 製作
- 原作 - 詹姆斯三木
- 劇本 –詹姆斯三木
- 音樂 - 岩代太郎
- 主題曲演奏 - NHK交響樂團
- 主題曲指揮 - 查爾斯・杜特華
- 鋼琴演奏 - 小山實稚惠
- 時代考証 - 大石慎三郎
- 題字 – 詹姆斯三木
- 旁白 - 中村梅雀
- 葵紀行旁白 - 山根基世
- 導演 - 重光亨彥、尾崎充信
- 制作統括 - 川合淳志
- 撮影協力 - 靜岡縣靜岡市、御殿場市、山梨縣小淵澤町、茨城縣伊奈町、久能山東照宮、日光山輪王寺

## 演員

### 德川家
- 德川家康 - 津川雅彥

太閤豐臣秀吉病死後，便積極謀奪天下。劇中與合縱連橫的石田三成於關原大戰勝利，此後任征夷大將軍並於江戶設立幕府。日後退隱，將將軍之位讓與三子秀忠，擔任大御所並居住在駿河，開始二元政治時代，但仍掌握德川幕府的實權。
雖然擊敗石田三成，獲得實權與將軍名義，但仍遵守秀吉臨終的承諾，待其子豐臣秀賴成年後，才進軍大阪，消滅豐臣家、統一天下。統一後次年逝世。
津川雅彥為大河劇中年紀最長的主角，最後一次在劇中出現時值60歲又7個月。
- 於大之方 - 山田五十鈴
- 阿茶局 - 三林京子
- 於萬之方 - 長內美那子
- 阿龜之方 - 床島佳子
- 阿梶之方 - 森口瑤子
- 於茶阿之方 - 五大路子
- 阿萬之方 - 尾上紫
- 阿夏之方 - 松尾亞久理
- 阿六之方 - 菊池麻衣子
- 西郡局 - 岩本多代

- 德川秀忠 - 西田敏行

家康三子。繼承將軍之位並為第二代幕府將軍。個性溫厚，懼怕妻子阿江。
關原之戰時率領德川主力部隊三萬八千人，原本預計由中山道挺進與家康軍會合，但途中中了真田昌幸之計，於開戰後都尚未抵達。大阪之戰時則急忙抵達。
家康原本在考慮繼承人要給秀忠或四子松平忠吉，但還是將位子給秀忠。
繼承二代將軍後個性比較成熟，與父親統御的風格不太一樣，基本上是蕭規曹隨。
- 阿江 - 森岡睦美→岩下志麻
- 阿靜 - 高橋薰
- 志乃 – 櫻井淳子
- 大姥局 - 草村禮子
- 德川家光 - 內田雅樂→吉永和真→佐藤圭祐→酒井長輝→山田孝之→尾上辰之助

秀忠的次男(秀忠長男為私生子)，阿江的長男。三代將軍。乳母與影響他最大的是春日局（家康之命）。
年輕時個性頑皮、不愛讀書學習，也會以女裝出現，特立獨行。
最後個性成熟，成為治世名君。
- 鷹司孝子 - 中江有里
- 阿樂 - 仲間由紀惠
- 阿万 - 持田理沙
- 阿夏 - 石川瞳
- 阿振之方 - 木內晶子
- 春日局 - 樹木希林
- 結城秀康 - 岡本富士太
- 松平忠直 - 中林大樹→梅澤勇太→北直樹
- 虎松 - 田山辰三
- 河內丸 - 清水修二郎
- 仙千代 - 小沼藏人
- 喜佐姬 – 今關愛美
- 松平忠吉 - 寺泉憲
- 武田信吉 - 橫堀悅夫
- 松平忠輝 - 岩淵幸弘→山田一統 →阪本浩之

家康的六子。妻子是伊達政宗的長女五郎八姬。
個性暴躁，家康並不喜歡他。後來被逐出家門。
在本劇裡面以苦惱模樣描繪他。
- 松平仙千代 - 松村凌
- 德川義直 - 柿澤俊太→神木隆之介→木崎大輔→碓冰和憲→赤羽秀之
- 德川光友 - 伊藤公紀
- 德川賴宣 - 平野裕貴→川田浩太→村上幸平→本鄉弦
- 德川光貞 - 山本祐太郎
- 德川賴房 - 上坂巧→岡田祥世→福田勇介→大柴邦彥
- 振姬 – 未來貴子
- 市姬 – 黑澤朋世

- 德川光圀 - 田本清嵐→中村梅雀

德川賴房的次子，御三家之一。
本劇中擔任旁白角色，並以研究歷史、學問的角度，回顧祖父、伯父與堂哥三代將軍的事跡，並與兩位手下不時地為歷史翻案，意欲追求真實。
- 德川忠長 - 向江流架→今村優太→飯塚恭平→高杉瑞穂
- 信姬 – 戶田比呂子
- 保科正之 - 佐藤慶季→松本伸夫→濱田學
- 千姬 - 大田七海→近內里緒→松本真理香→大河內奈奈子
- 珠姬 – 磯野鈴→仲根紗央莉
- 勝姬 – 臼井佑香→月見恭子
- 初姬 – 碇由貴子→森下涼子
- 德川和子 - 新井葉月→松田彩香→尾崎千瑛→井上麻衣→酒井美紀
- 春姬 - 中田明日美
- 阿久（德川賴房側室） - 石川葉子

### 豐臣家
- 豐臣秀賴 - 大高力也→小林良也→尾上菊之助
- - 草笛光子
- - 黑川芽以→小川真由美
- 阿通 - 品川景子
- 豐臣國松 - 高崎慶佑
- 結姬 - 福田麻由子
- 大野治長 - 保坂尚輝
- 大藏卿局 - 馬淵晴子
- 大野治房 - 高橋和也
- 木村重成 - 畠中洋
- 塙團右衛門 - 須藤正裕
- 毛利勝永 - 福中勢至郎

### 譜代大名
- 本多正信 - 神山繁
- 本多正純 - 渡邊一惠
- 本多忠勝 - 宍戸錠
- 本多成重 - 不破萬作
- 井伊直政 - 勝野洋
- 井伊直孝 - 粟野史洋
- 神原康政 - 清水綋治
- 井上正就 - 天宮良
- 大久保忠鄰 - 石田太郎
- 大久保忠常 - 神保悟志
- 大久保長安 - 森三平太
- 奥平信昌 - 岸本功
- 松平忠明 - 田中智也
- 蒲生秀行 - 清水邦彥
- 保科正光 - 長澤大
- 稻葉正勝 - 小林宏至→今津壯太→緒形幹太
- 稻葉正成 - 石川武
- 土井利勝 - 林隆三
- 酒井忠勝 - 丹波義隆
- 酒井忠世 - 岩崎博
- 酒井忠利 - 永幡洋
- 松平信綱 - 宮本大輝→山本一輝→飛田航介
- 堀田正盛 - 明日良
- 阿部忠秋 - 長棟嘉道
- 阿部正次 - 田村勝彥
- 牧野信成 - 佐藤二郎
- 牧野康成 - 加世幸市
- 青山忠成 - 齋藤真
- 青山忠俊 - 石倉三郎
- 內藤清成 - 長克巳
- 內藤清次 - 島崎伸夫
- 鳥居元忠 - 笹野高史
- 鳥居成次 - 仲野文梧
- 松平康元 - 堀部隆一
- 板倉勝重 - 鈴木瑞穗
- 板倉重宗 - 西田聖志郎
- 板倉重昌 - 寺杣昌紀

### 诸侯

#### 前田家
- 前田利家 - 北村和夫
- 芳春院 - 汀夏子
- 前田利長 - 長谷川初範
- 前田利常 - 荒井靖雄

#### 毛利家
- 毛利輝元 - 宇津井健
- 毛利秀元 - 小林健
- 吉川廣家 - 邊修實
- 小早川秀包 - 仲恭司
- 毛利元康 - 坂部文昭
- 安國寺惠瓊 - 財津一郎

#### 上杉家
- 上杉景勝 - 上條恆彥
- 藤田信吉 - 和田周

#### 宇喜多家
- 宇喜多秀家 - 香川照之
- 坂崎直盛 - 新井康弘
- 明石掃部 - 松橋登

#### 三中老
- 中村一氏 - 坂口芳貞
- 堀尾吉晴 - 三木敏彥
- 生駒親正 - 篠原大作

#### 石田家
- 石田三成 - 江守徹

五奉行之一。為人正直奉公，但不得人緣，連豐臣家忠義的武將都討厭他。
秀吉死後一心防備家康，並動員各路諸侯、大老抵制家康，但由於受到追殺，被剝奪奉行頭銜。
關原之戰策動上杉景勝、毛利輝元夾擊家康，但並未取勝。戰敗後逃亡被捕，於三條河原被斬首。
- 阿凜 – 高橋惠子
- 石田正繼 - 內藤武敏
- 石田正澄 - 津嘉山正種
- 石田重家 - 崎本大海
- 島左近 - 夏八木勳

豐臣家臣，支持石田三成，並擔任其參謀。
關原之戰前在杭瀬川之戰向德川軍挑釁成功，挫其士氣。關原之戰中奮戰，被步槍隊擊終身亡。
- 蒲生鄉舍 - 龍雷太

#### 淺野家
- 淺野長政 - 三上真一郎
- 淺野幸長 - 渡邊裕之
- 淺野長晟 - 瀨戶口郁

#### 其他的五奉行
- 增田長盛 - 佐藤慶
- 長束正家 - 黒澤年男
- 前田玄以 - 神山寛

#### 伊达家
- 伊達政宗 - 須磨啟
- 五郎八姬 - 加藤理恵
- 伊達忠宗 - 池田幹
- 伊達秀宗 - 碓冰諒為

#### 岛津家
- 島津義弘 - 麿赤兒

三成舉兵時原本要支援伏見城，但被守將鳥居元忠拒絕。出於憤恨而在關原之戰中支持石田三成。
但在關原之戰按兵不動，連三成催促時也並未舉兵。
關原之戰尾聲時跟姪子豊久率兵突擊家康本陣，後來戰場逃脫。
- 島津忠恆 - 中村俊介
- 島津豐久 - 山口祐一郎

關原之戰時跟伯父義弘一起支持石田三成，後來跟伯父一起突擊家康本陣。由於要掩護伯父，戰死。
- 阿多盛淳 - 重水直人

#### 福岛家
- 福島正則 - 蟹江敬三
- 可兒才藏 - 竹本和正

#### 黑田家
- 黑田長政 - 山下真司
- 後藤又兵衛 - 重松收

#### 细川家
- 細川忠興 - 佐佐木功
- 細川加西雅 - 鈴木京香
- 細川忠隆 - 大澤健
- 千世 – 竹本聰子
- 細川興秋 - 足立龍彌→三田恭平
- 細川忠利 - 小栗旬

#### 京極家
- 京極高次 - 小野寺昭
- 常高院 - 向井優花→波乃久里子
- 京極忠高 - 井健太→辻輝猛
- 京極高知 - 大橋吾郎
- 松之丸殿 - 河原崎有稀

#### 大谷家
- 大谷吉繼 - 細川俊之
- 大谷吉勝 - 若林久弥
- 木下赖繼 - 大地泰仁
- 湯浅五助 - 植村喜八郎

#### 真田家
- 真田信之 - 堀越大史
- 真田幸村 - 西鄉輝彥

信州上田牽制秀忠的真田家出身，真田昌幸次子。大坂之戰時脫離德川家監視，從九度山進入大坂城參戰。冬之陣時建造真田丸擊退德川軍、夏之陣時突擊家康本陣，迫使家康差點切腹。並於夏之陣中戰死。劇中對守城的豐臣軍建議反守為攻，並建議少主丰臣秀賴親自出陣。主張「置之死地而後生、勝負是另外一件事情」。
被光圀稱為super star。

#### 倒戈的西军诸大名
- 小早川秀秋 - 鈴木一真
- 脇坂安治 - 坂口進也
- 朽木元綱 - 阿部六郎
- 小川祐忠 - 伊藤紘
- 赤座直保 - 本田清澄

#### 其他东军大名
- 藤堂高虎 - 田村亮
- 加藤清正 - 苅谷俊介
- 池田輝政 - 磯部勉
- 田中吉政 - 齋藤志郎
- 加藤嘉明 - 早坂直家
- 織田有樂齋 - 平松慎吾
- 堀直寄 - 五十嵐明
- 山內一豐 - 齋藤曉
- 有馬豐氏 - 若尾義昭

#### 其他西军大名
- 立花宗茂 - 大和田伸也
- 小西行長 - 菅生隆之
- 長宗我部盛親 - 富家規政

#### 其他大名
- 有馬晴信 - 葛西和雄
- 片桐且元 - 小林稔侍
- 青木一重 - 前田昌明
- 古田織部 - 依田英助
- 織田信雄 - 清水幹生
- 鍋島勝茂 - 青羽剛

### 武將
- 雜賀孫市 - 鳥木元博
- 宮本武藏 - 武村直毅

### 皇族・公卿
- 後陽成天皇 - 木下浩之
- 後水尾天皇 - 大場泰正
- 興子內親王 - 大塚桃子→原田舞美→藤原瞳
- 昭子內親王 - 根本優海
- 九條忠榮 - 山下規介
- 九條完子 - 野村知沙→前田亞季→小川範子
- 鷹司信房 - 川端槙二
- 广桥兼胜 - 石桥雅史
- 近衛信尹 - 狹間鐵
- 近衛信尋 - 野地將年
- 一條昭良 - 綱島鄉太郎
- 二條昭實 - 寺田農

### 其他
- 三浦按針 - 泰倫斯·歐布萊恩
- 天海 - 金田龍之介
- 金地院崇傳 - 大河內浩
- 清韓文英 - 安達和平
- 林羅山 - 寺尾繁輝
- 佐佐介三郎 - 淺利香津代
- 安積覺兵衛 - 鷲尾真知子
- 見性院 - 丹阿彌谷津子
- 出雲阿國 - 花柳貴代人

## 各集標題

### 本篇
1. 關原之戰．總集篇
2. 秀吉的遺言
3. 五大老，五奉行
4. 剛腕五十八歲
5. 反主流
6. 多國軍
7. 彈劾狀
8. 結盟工作
9. 風雲大垣城
10. 前哨戰
11. 天下命運的分歧點
12. 關原之戰
13. 三成末路
14. 夫人的真面目
15. 三歲的新娘
16. 秀忠的祕密
17. 千姬的婚禮
18. 異母兄弟
19. 二代將軍秀忠
20. 二元政治
21. 偉大的父親
22. 大御所
23. 宮中醜聞事件
24. 野心的輪廓
25. 秀賴上京
26. 派系鬥爭
27. 悲憤的開戰
28. 大坂冬之陣
29. 大坂夏之戰
30. 火燒大坂城
31. 忠輝逐出家門
32. 家康之死
33. 東照大權現
34. 私生子
35. 異於常人的竹千代
36. 和姬入皇室
37. 忠直的狂亂
38. 宇都宮的天花板機關
39. 三代將軍家光
40. 父母心
41. 父子相認
42. 二條城行幸
43. 女人的一生
44. 皇子誕生
45. 春日局
46. 女帝即位
47. 三兄弟
48. 再見了，秀忠
49. 邁向名君

### 總集篇
1. 天下勝負的關鍵
2. 夷大將軍
3. 豐臣家滅亡
4. 葵之絆

## 德川光圀的串場主持
全劇由德川光圀擔任串場解說人，不時跳出來解析當時的局勢。編劇詹姆斯三木於1995年的大河劇「八代將軍吉宗」即已使用這種開場手法，當時是由飾演近松門左衛門的演員江守徹作為解說人。本劇延續這種手法，由中村梅雀飾演的德川光圀以詼諧輕妙的口吻，縮短了觀眾的歷史距離。
- 「今天晚上，又是老面孔。」(今宵も、おなじみの顔でござる)是光圀後來的固定開場白，不過在22集之前並無出現。
- 石田三成在第10集開場時出現，並質問他：「為何你老是叫家康公、秀忠公？」，他回答道：「因為他們是我的祖父及伯父。」三成問：「你究竟是誰？」答：「尚未出生。」
- 杭瀨川之戰開戰時，曾手持雨傘站在戰場解說。
- 常使用現代用語或外語來解釋，如出現過總理大臣、莎士比亞、逆轉全壘打……等等。
- 劇中經常使用現代尺寸，如公尺、午前八時等，並未使用古制。
- 在明正天皇即位時使用西元，理由是為觀眾方便了解。
- 第18集德川賴房(鶴千代)出生時，光圀親自抱起剛出生的生父，並對著嬰兒說「拜見尊嚴惶恐至極」。
- 在第20集開場時稱德川家譜是捏造的（德川家譜上溯至源家，故德川家康又名源家康），並稱秀吉也是如此。家康原自稱是藤原氏後代，任征夷大將軍時改稱新田氏之裔，這一點也有歷史學家這麼主張。
- 在第23集討論天皇傳位問題是要傳給胞弟還是兒子時，德川家康穿越斥責光圀，主動說明為了維持傳統，天皇必須傳位給兒子，光圀親眼見到祖父大怒極為惶恐。
- 第24集、宮中重大事件開場時，曾有一群現代記者群衝進他的書房想問他對此八卦醜聞的意見，最後被光圀大叫「吵死了」。此人即是娛樂記者東海林のり子（日语：東海林のり子），這是大河劇從未出現過的穿越橋段。
- 曾經在開場時稱家康是反賊，引起兩位忠心家臣（阿助、阿格）的不滿。
- 在第36集開場與福島正則針對其遭改易一事對話。
- 在第44集開場時回答觀眾來信，片頭中的瀑布與櫻花樹的取景地為群馬縣之吹割瀑布（日语：吹割の滝）及奈良縣之又兵衛櫻（日语：又兵衛桜）。
- 曾讓兩位家臣自我介紹：一個是佐佐宗淳（日语：佐々宗淳）；一個是安積澹泊（日语：安積澹泊）。(《水戸黄門漫遊記》中的佐佐木助三郎（日语：佐々木助三郎）與渥美格之進（日语：渥美格之進）之原形)
- 在劇中跟福島正則、阿江、阿初等見面對話過。在剛誕生、他的父親水戶藩主德川賴房抱著他見德川家光時，也曾出現，並模仿嬰兒吃奶模樣。
- 最終回以著名的「水戶黃門」裝扮現身。
- 最終回結束時，突然衝回來說：「製作人說可延長15分鐘」，遂交代完畢德川家光是否有子嗣。